# Agelaia testacea
Agelaia testacea är en getingart som först beskrevs av Fabricius 1804.  Agelaia testacea ingår i släktet Agelaia och familjen getingar. Inga underarter finns listade i Catalogue of Life.